# Diplotoxa neozelandica
Diplotoxa neozelandica är en tvåvingeart som beskrevs av Harrison 1959. Diplotoxa neozelandica ingår i släktet Diplotoxa och familjen fritflugor. Inga underarter finns listade i Catalogue of Life.